# Abuse Me
Abuse Me è un singolo del gruppo musicale australiano Silverchair, pubblicato nel 1997 ed estratto dall'album Freak Show.

## Tracce
- CD (AUS)

1. Abuse Me
2. Undecided
3. Freak (Remix for Us Rejects)

- CD 1 (UK)

1. Abuse Me
2. Freak (Remix for Us Rejects)

- CD 2 (UK)

1. Abuse Me
2. Surfin' Bird
3. Slab (Nicklaunoise Mix)